# هارو (أسطورة)
هارو (بالإنجليزية: Haro)‏ في أساطير ميلانيزيا وغانا الجديدة هواسم إله ميلانيزي، وهو إله الشمس الذي زوجته، تايو، هي القمر.